# Зукул, Станислав Викторович
Станисла́в Ви́кторович Зу́кул (латыш. Staņislavs Zukulis; 17 октября 1929, Рига, Латвийская Республика — 5 мая 1993) — советский латвийский руководитель органов госбезопасности, председатель КГБ Латвийской ССР (1984—90 гг.), генерал-майор (1984).

## Биография
Родился в рабочей семье. Латыш.
В 1941 году его семья была эвакуирована из Риги вначале в Новосибирскую, затем в Томскую область, в 1945 году вернулась обратно на жительство в Латвийскую ССР. В органах государственной безопасности — с 1949 года, работал на территории родной республики. Окончил юридический факультет Латвийского государственного университета имени П. И. Стучки и Ленинградскую школу МГБ СССР.
Член КПСС с 1954 по август 1991 года.
С 1961 года сотрудник аппарата уполномоченного КГБ при СМ СССР по координации и связи с МГБ ГДР и МВД ГДР, с 1967 года — начальник отделения Первого отдела КГБ при СМ Латвийской ССР. В 1972—1974 годах — начальник Первого отдела КГБ при СМ Латвийской ССР, затем на работе в центральном аппарате КГБ при СМ СССР: заместитель начальника отдела ПГУ КГБ, в дальнейшем начальник 5-го отдела — 5-й Службы — 5-го Управления КГБ Латвийской ССР.
С мая 1984 года — председатель КГБ Латвийской ССР, в марте 1990 года был освобождён от занимаемой должности в связи с переходом на пенсию и был уволен со службы в КГБ в запас (по возрасту).
Избирался депутатом Верховного Совета Латвийской ССР XI созыва. Не признавал НФЛ, сторонниками которого в дальнейшем подвергался преследованиям через прессу. По некоторым сведениям, покончил жизнь самоубийством по этой причине.
Похоронен на кладбище Микеля в Риге.

### Награды и звания
- орден Красной Звезды;
- нагрудный знак «Почётный сотрудник госбезопасности».